# Liberation: Songs to benefit PETA
Liberation: Songs to benefit PETA is een compilatiealbum uitgegeven in 2003 door het Amerikaanse platenlabel Fat Wreck Chords. Zoals de titel al aangeeft, de winst is voor de organisatie PETA die zich inzet voor dierenrechten.

## Nummers
1. "Remedy" - Hot Water Music – 2:38
2. "More Depalma, Less Fellini" - Good Riddance – 1:49
3. "Fuck Ted Nugent" - Goldfinger – 1:56
4. "Agenda Suicide" - The Faint – 3:57
5. "Purina Hall Of Fame" - Propagandhi – 4:42
6. "Lifestyles Of The Rich & Famous" (Akoestisch) - Good Charlotte – 3:07
7. "Beyond The Shadows" - District 7 – 1:54
8. "Russell Crowe's Band" - Frenzal Rhomb – 1:11
9. "And The Hero Will Drown" - Story of the Year – 3:12
10. "I Could Never Hate You" - The Eyeliners – 2:22
11. "Brings Out Your Dead" - Anti-Flag – 2:14
12. "Man And Wife, The Latter" (Damaged Goods) - Desaparecidos – 3:52
13. "Waste" - Bigwig – 1:29
14. "This House Is Not A Home" (Akoestisch) - Midtown – 2:50
15. "Just A Little" - The Used – 3:26
16. "Clams Have Feelings Too" - NOFX – 2:36